# بودرائیل
بودرائیل (به لاتین: Budhrail) یک منطقهٔ مسکونی در بنگلادش است که در Jagannathpur Upazila واقع شده‌است. بودرائیل ۲٫۸۵ کیلومتر مربع مساحت و ۲٬۲۸۱ نفر جمعیت دارد.